# Amelia Cuni
Amelia Cuni is een Italiaanse dhrupadzangeres en componist.
Cuni is geboren in Milaan en woonde meer dan 10 jaar in India om dhrupadzang, kathakdans en pakhawajdrummen te leren. Sinds 1992 woont ze in Berlijn. Ze werkte samen met diverse muzikanten, onder wie John Cage, Robert Miles, Al Gromer Khan, Alio Die en Werner Durand. Ze trad onder andere op in RASA in Utrecht, Vondelkerk, De IJsbreker en het Tropenmuseum in Amsterdam en de Handelsbeurs in Gent en buiten het Nederlandse taalgebied in India, New York en verschillende Europese landen.